# Lauren Barnett
Lauren Barnett (* 17. November 1984 in St. Louis als Lauren Rinck) ist eine US-amerikanische Triathletin.

## Werdegang
2010 startete Lauren Rinck erstmals beim Ironman Hawaii in Kona auf Hawaii (Ironman World Championship). Seit 2011 ist sie mit Brandon Barnett verheiratet und seit 2013 startet sie als Profi-Athletin. Lauren Barnett wird trainiert von Matt Smith.

### Dopingsperre 2017
Im Februar wurde bekannt, dass Lauren Barnett nach einer Kontrolle im Juli 2016 beim Ironman 70.3 Racine wegen Dopings überführt worden war. Lauren Barnett wies alle Schuld von sich und sagte, sie sei Opfer eines Sabotageaktes geworden. Die Sperre wurde in der Folge auf ein halbes Jahr reduziert.
Im Januar 2017 gab Barnett bekannt, dass sie im Mai ein Kind erwartet. Im September 2018 wurde die damals 33-Jährige Dritte beim Ironman 70.3 Augusta.

## Sportliche Erfolge
| Datum/Jahr    | Rang | Wettbewerb                      | Austragungsort | Zeit     | Bemerkung                                                                        |
| ------------- | ---- | ------------------------------- | -------------- | -------- | -------------------------------------------------------------------------------- |
| 29. Sep. 2019 | 3    | Ironman 70.3 Augusta            | Augusta        | 04:18:45 |                                                                                  |
| 23. Sep. 2018 | 3    | Ironman 70.3 Augusta            | Augusta        | 04:13:16 |                                                                                  |
| 17. Juli 2016 | DSQ  | Ironman 70.3 Racine             | Racine         | –        | Rennen auf verkürztem Kurs; als Siegerin nachträglich disqualifiziert (02:36:37) |
| 26. Juni 2016 | 3    | Ironman 70.3 Mont-Tremblant     | Mont-Tremblant | 04:22:46 |                                                                                  |
| 5. Juni 2016  | 1    | Ironman 70.3 Raleigh            | Raleigh        | 04:21:04 | [ 2 ]                                                                            |
| 8. Nov. 2015  | 2    | Ironman 70.3 Austin             | Austin         | 04:26:43 |                                                                                  |
| 30. Aug. 2015 | 9    | Ironman 70.3 World Championship | Zell am See    | 04:31:00 | beim Ironman 70.3 Zell am See-Kaprun                                             |
| 28. Juni 2015 | 2    | Ironman 70.3 Buffalo Springs    | Lubbock        | 04:19:35 | [ 3 ]                                                                            |
| 31. Mai 2015  | 2    | Ironman 70.3 Raleigh            | Raleigh        | 04:14:58 |                                                                                  |
| 28. Sep. 2014 | 1    | Ironman 70.3 Augusta            | Augusta        | 04:11:33 |                                                                                  |
| 20. Juli 2014 | 3    | Ironman 70.3 Racine             | Racine         | 04:19:33 |                                                                                  |
| 29. Juni 2014 | 3    | Ironman 70.3 Buffalo Springs    | Lubbock        | 04:29:58 |                                                                                  |
| 8. Juni 2014  | 3    | Ironman 70.3 Kansas             | Lawrence       | 04:16:10 |                                                                                  |
| 13. Apr. 2014 | 1    | Ironman 70.3 New Orleans        | New Orleans    | 04:21:34 |                                                                                  |

(DNF – Did Not Finish)